# Oderzo
Oderzo (velenceiül Oderzho, vagy Oderso település Olaszországban, Veneto régióban, Treviso megyében. Lakosainak száma 20 016 fő (2023. január 1.). Oderzo Fontanelle, Gorgo al Monticano, Ormelle, Ponte di Piave, Chiarano és Mansue községekkel határos.

## Népesség
A település népességének változása:
| Lakosok száma | 20 400 | 20 466 | 20 016 |
|               | 2017   | 2018   | 2023   |

## Híres szülöttjei
- Walter Bressan labdarúgó
- Stefano Dall’Acqua labdarúgó
- Massimo Serato színész